# Лягіса
Лягіса (англ. Lahithah, араб. لاهثة) — поселення в Сирії, що складає невеличку друзьку общину в нохії Ас-Сура-ас-Сахіра, яка входить до складу мінтаки Шахба в південній сирійській мухафазі Ас-Сувейда.